# Серцева дієта
Серцева дієта (також відома як здорова дієта для серця) — полягає в дієті, зосередженій на зниженні споживання продуктів, що містять значне значення натрію, жиру та холестерину. Дієта зосереджена на зменшенні «продуктів, що містять насичені жири та трансжири» та заміні їх «моно- та поліненасиченими жирами». Дієта підтримує збільшення споживання «складних вуглеводів, розчинної клітковини та омега-3 жирних кислот» і рекомендована людям із серцево-судинними захворюваннями або людям, які прагнуть до здоровішого харчування.
Дієта включає обмежує споживання м'яса, молочних продуктів, яєчних продуктів, деяких десертів і кофеїну. Серцева дієта наголошує на дієті на основі фруктів та овочів. Рекомендуються такі продукти, як шпинат, цвітна капуста, брокколі, помідори, бок-чой, рокет-салат, болгарський перець і морква. Рекомендується також клітковина, такі продукти, як овес, квасоля, мелене насіння льону та ягоди. Здорова кардіологічна дієта «дозволяє отримати приблизно 25–30 % загальних калорій із жиру», в основному з моно- та поліненасичених жирів.
З 2006 року Американська кардіологічна асоціація має «значно суворіші вимоги до споживання насичених жирів». Крім дієти, рекомендованої Американською кардіологічною асоціацією, також життєздатними є середземноморська дієта або оволактовегетаріанська дієта.
Комерційні кардіологічні дієти також доступні для домашніх тварин, таких як коти та собаки з проблемами серцево-судинної системи.